# Conjux
Conjux [kɔ̃ʒy] ist eine französische Gemeinde mit 216 Einwohnern (Stand 1. Januar 2022) im Département Savoie in der Region Auvergne-Rhône-Alpes. Sie gehört zum Arrondissement Chambéry und ist Mitglied im Gemeindeverband Communauté d’agglomération Grand Lac. Die Bewohner werden Conjuxiens und Conjuxiennes genannt.

## Geographie

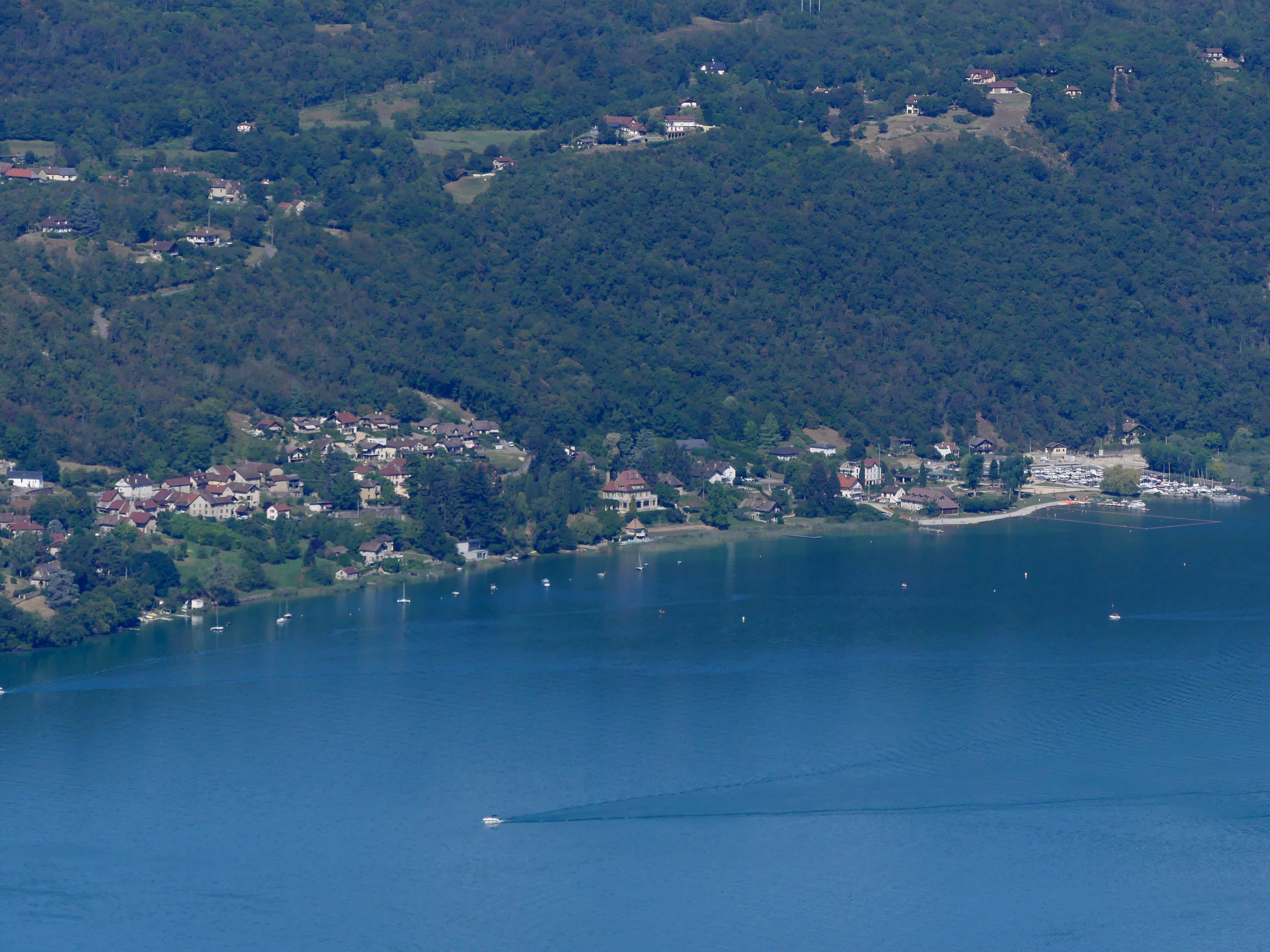
Blick über den See auf den Ort

Conjux liegt auf 258 m Höhe, etwa 26 Kilometer nordnordwestlich der Präfektur Chambéry und 27 Kilometer westsüdwestlich der Stadt Annecy (Luftlinie). Das Dorf erstreckt sich im äußersten Nordwesten des Départements Savoie, leicht erhöht über dem Westufer des Lac du Bourget, am Fuß der Höhen des Mont Landard.
Die Fläche des 1,70 km² großen Gemeindegebiets umfasst einen Abschnitt am Westufer des Lac du Bourget. Die Gemeinde besitzt eine rund 3 km lange Seeuferlinie, die vom Ausfluss des Canal de Savières südwärts bis in die Nähe des Gehöfts Saint-Gilles reicht. Vom Seeufer erstreckt sich das Gemeindeareal westwärts über einen schmalen Uferrandstreifen und den Steilhang von Conjux bis auf die angrenzenden Höhen des Mont Landard. Hier wird mit 443 m die höchste Erhebung von Conjux erreicht.
Zu Conjux gehören neben dem eigentlichen Ortskern auch mehrere Weilersiedlungen und Gehöfte, darunter:
- Portout (240 m) am Nordufer des Lac du Bourget, am Canal de Savière
- La Chatière (231 m) am Ufer des Lac du Bourget, nördlich an das Dorf anschließend

Nachbargemeinden von Conjux sind Chindrieux im Norden, Entrelacs und Saint-Pierre-de-Curtille im Süden sowie Chanaz im Westen.

## Geschichte
Das Gemeindegebiet von Conjux war bereits sehr früh besiedelt. Am Seeufer in der Nähe des kleinen Hafens wurden Überreste einer Pfahlbautensiedlung aus der späten Bronzezeit entdeckt. Seit 2011 als Monument historique klassifiziert, ermittelten Dendrochronologische Untersuchungen Fälldaten für das verwendete Holz von 832 v. Chr. bis 813 v. Chr. Zusammen mit der benachbarten Siedlung bei Chindrieux markiert das die jüngste Phase bronzezeitlicher Siedlungen am Lac du Bourget.
Bei Portout befand sich während der Römerzeit eine Siedlung, die in den 1970er und 80er Jahren Gegenstand ausführlicher Ausgrabungen war. Die erste urkundliche Erwähnung von Conjux erfolgte im 12. Jahrhundert unter dem Namen Conziacum. Später erschienen die Bezeichnungen Congiacum (1481), Conjeu (1723) und Congieux (1729). Der Ortsname geht auf den gallorömischen Geschlechtsnamen Congius zurück.

## Sehenswürdigkeiten
Die Dorfkirche Notre-Dame von Conjux wurde im 19. Jahrhundert im Stil der Neugotik errichtet und besitzt eine Holzstatue der Madonna mit Kind aus dem 14. Jahrhundert, die seit 1948 als Monument historique der beweglichen Güter klassifiziert ist. Die Kapelle Saint-Crépin-et-Crépinien stammt aus dem 15. Jahrhundert. Einige charakteristische alte Fischerhäuser entlang dem Seeufer sind erhalten.

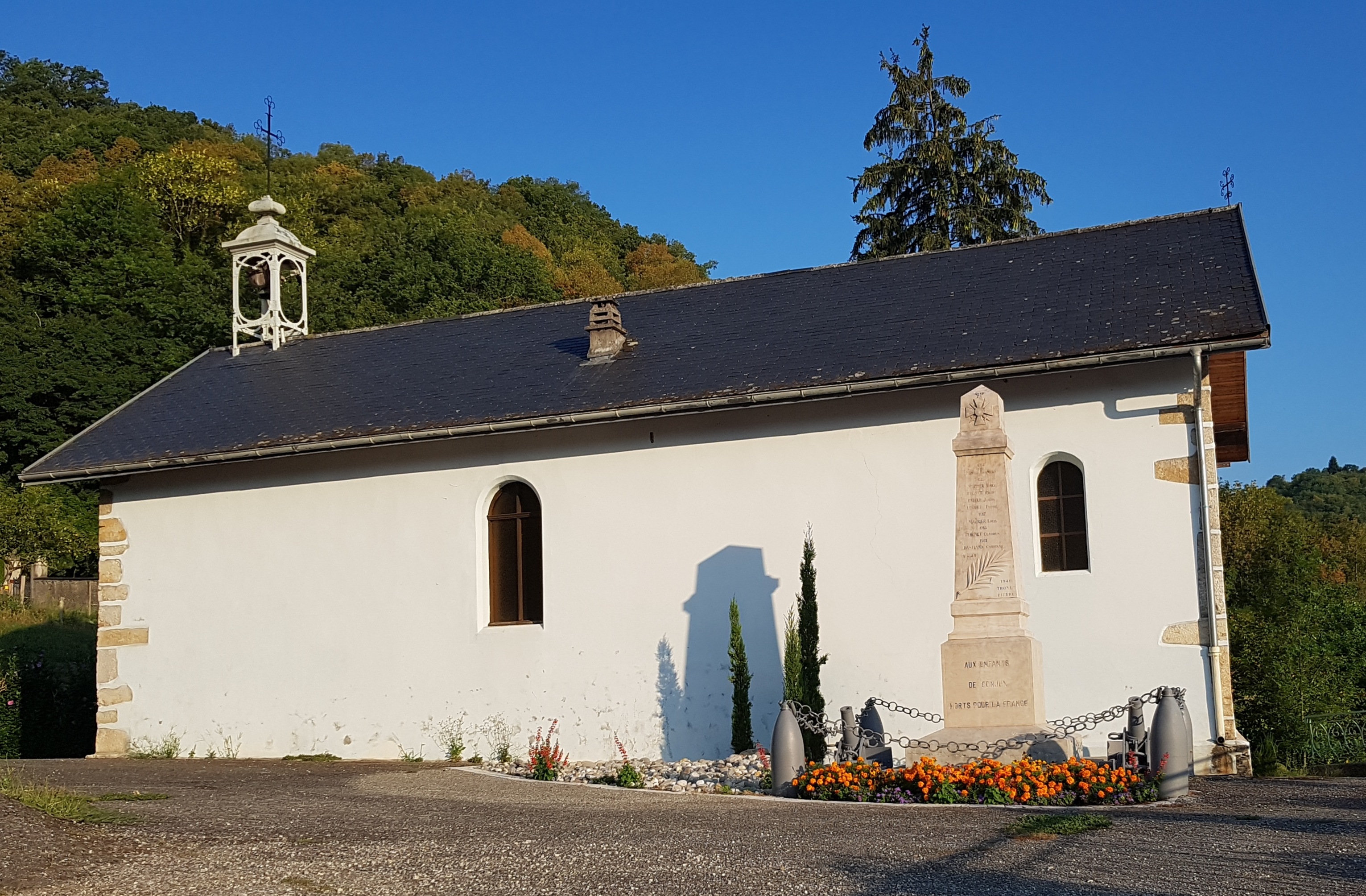
Kirche Notre-Dame
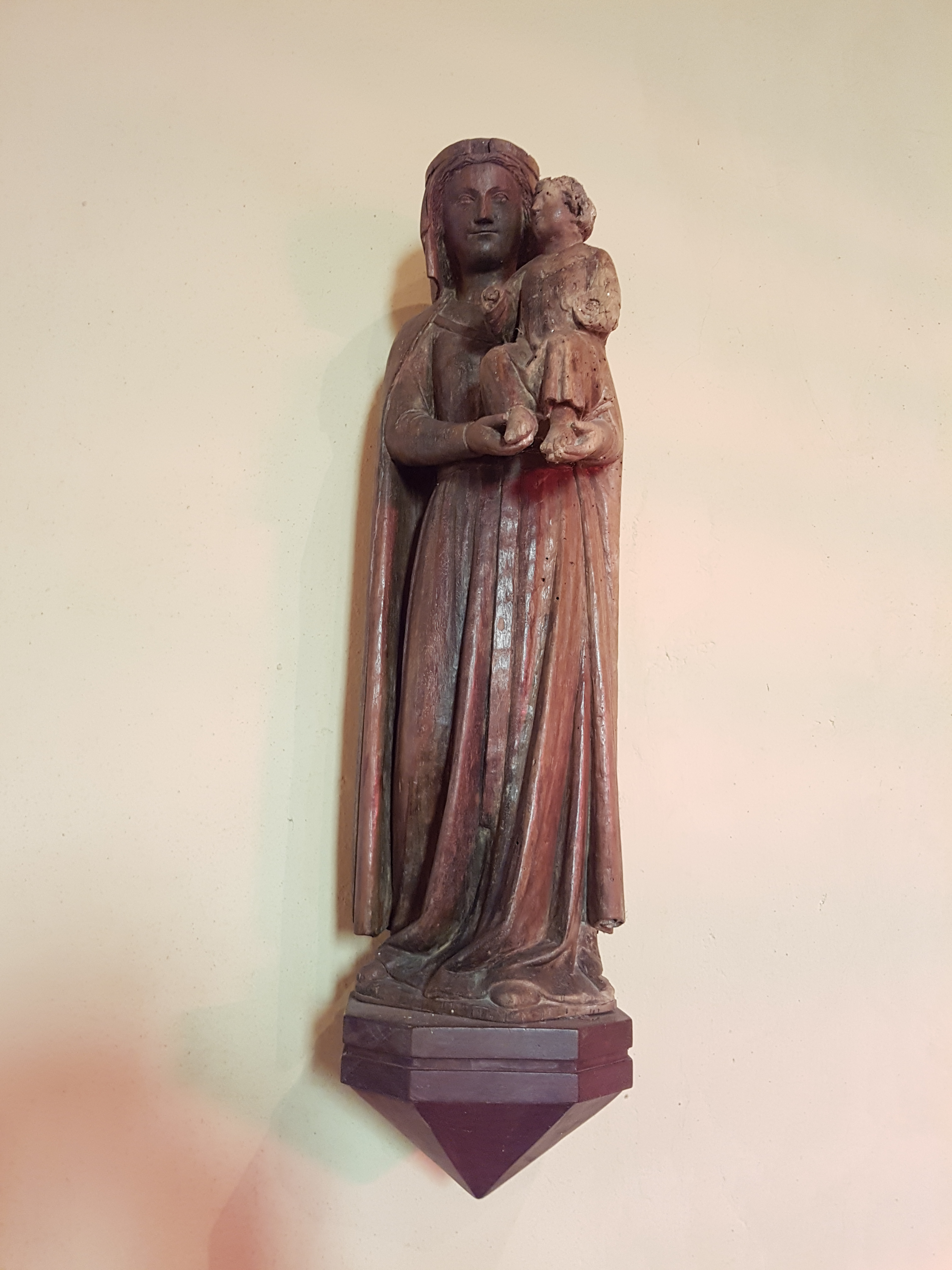
Madonna

## Bevölkerung
| Jahr                       | 1962 | 1968 | 1975 | 1982 | 1990 | 1999 | 2006 | 2011 | 2020 |
| Einwohner                  | 142  | 125  | 125  | 122  | 126  | 169  | 194  | 187  | 210  |
| Quellen: Cassini und INSEE |      |      |      |      |      |      |      |      |      |

Mit 216 Einwohnern (Stand 1. Januar 2022) gehört Conjux zu den kleinen Gemeinden des Département Savoie. Nachdem die Einwohnerzahl in der ersten Hälfte des 20. Jahrhunderts rückläufig war, wurde seit Beginn der 1990er Jahre wieder eine deutliche Bevölkerungszunahme verzeichnet.

## Wirtschaft und Infrastruktur
Conjux war bis weit ins 20. Jahrhundert hinein ein vorwiegend durch die Landwirtschaft und die Fischerei geprägtes Dorf; diese Wirtschaftszweige sind heute gänzlich verschwunden. Stattdessen gibt es heute einige Betriebe des lokalen Kleingewerbes. Die Erwerbstätigen sind Wegpendler, die in den größeren Ortschaften der Umgebung, vor allem im Raum Aix-les-Bains und Chambéry, ihrer Arbeit nachgehen.
Die Ortschaft liegt abseits der größeren Durchgangsstraßen an der Departementsstraße D 914, die von Lucey nach Chindrieux führt. Weitere Straßenverbindungen bestehen mit Saint-Pierre-de-Curtille und der Abbaye de Hautecombe. Der nächste Anschluss an die Autobahn A 41 befindet sich in einer Entfernung von rund 23 Kilometern.